# Velké Pavlovice
Velké Pavlovice (německy Groß Pawlowitz nebo Groß Paulowitz) jsou město v okrese Břeclav v Jihomoravském kraji. Leží sedmnáct kilometrů severozápadně od Břeclavi na řece Trkmance v tradiční vinařské oblasti pojmenované podle města Velkopavlovická vinařská podoblast s viničními tratěmi: Nadzahrady, Lizniperky, Išperky, Bojanovska, Staré hory, Nové hory, Trkmanska, Humna. Žije zde přibližně 3 100 obyvatel. Obec je součástí Svazku obcí Modré Hory a Mikroregionu Hustopečsko.

## Název
Název se vyvíjel od varianty Paulowicz (1252), Paulwicz (1346, 1365), Pawlowicz (1447), ve Welikych Pawlowiczych (1570), Pawlowitz (1633), Gross Pawlowitz (1673), Paulowitz (1720), Pawlowitz (1751), Gross Pawlowitz a Hrubé Pawlowice (1846), Pawlowitz a Pavlovice (1872), Pavlovice (1881), Grosspawlowitz a Velké Pavlovice (1906) až k podobě Velké Pavlovice v roce 1924. Přívlastky velké a hrubé odkazují na lidnatost těchto Pavlovic. Místní jméno vzniklo z osobního jména Pavel, k němuž byla přidána přípona -ice a znamenalo ves lidí Pavlových.

## Historie
První osídlení lokality je archeologickými nálezy doloženo v neolitu, první písemná zmínka o městě pochází z roku 1252, kdy Boček z Jaroslavic a Zbraslavi daroval část vinařského desátku své fundaci, cisterciáckému klášteru ve Žďáru nad Sázavou. Rod vymřel vnukem Smilem z Obřan v roce 1312. Statek připadl asi roku 1315 Jindřichovi I. z Lipé a po něm Pertoldovi z Lipé. Po jeho smrti v roce 1347 Jindřichovi III. oz Lipé, od něhož jej koupil Jan z Kravař roku 1368. V roce 1512 Vilém II. z Pernštejna předal vládu nad Hodonínem a pavlovickým panstvím svému zeti Jindřichovi. Od té doby až do roku 1848 byly Pavlovice součástí Hodonína. Čeští bratři a na krátkou habáni se zde usadili v období protestantské správy. V roce 1592 byl postaven farní kostel sv. Kateřiny, zničený v roce 1623 za třicetileté války a v letech 1670–1680 nahrazený barokní stavbou kostela Nanebevzetí Panny Marie.
Po třicetileté válce statek koupil Friedrich z Oppersdorfu a od něj v roce 1649 Johann z Rottalu. V roce 1676 bylo panství sloučeno s okolím na Velké Pavlovice. V roce 1897 získala obec železniční spojení. V roce 1900 zde žilo 2566 obyvatel. Do roku 1960 náležely Velké Pavlovice  do okresu Hustopeče; 1. ledna 1961 do okresu Břeclav. V roce 1891 byly Velké Pavlovice povýšeny na městys, městem se staly v roce 1967.

## Přírodní poměry
Okolo města se nacházejí rozsáhlé vinice. Dále na jihozápad se nachází vodní dílo Nové Mlýny, dále na jih pak Přírodní park Niva Dyje, Lednicko-valtický areál a CHKO Pálava. Na jihovýchod leží města Velké Bílovice a Podivín.

## Obyvatelstvo
Podle sčítání 1930 zde žilo v 610 domech 2274 obyvatel. 2718 obyvatel se hlásilo k československé národnosti a 27 k německé. Žilo zde 2721 římských katolíků, 16 evangelíků a 11 příslušníků Církve československé husitské.

### Struktura
Vývoj počtu obyvatel za celou obec i za jeho jednotlivé části uvádí tabulka níže, ve které se zobrazuje i příslušnost jednotlivých částí k obci či následné odtržení.
| Místní části   | Místní části         | 1869  | 1880  | 1890  | 1900  | 1910  | 1921  | 1930  | 1950  | 1961  | 1970  | 1980  | 1991  | 2001  | 2011  | 2021  |
| -------------- | -------------------- | ----- | ----- | ----- | ----- | ----- | ----- | ----- | ----- | ----- | ----- | ----- | ----- | ----- | ----- | ----- |
| Počet obyvatel | část Velké Pavlovice | 2 382 | 2 383 | 2 566 | 2 628 | 2 847 | 2 774 | 2 622 | 2 858 | 2 850 | 2 998 | 3 092 | 3 101 | 3 097 | 3 044 | 3 070 |
| Počet domů     | část Velké Pavlovice | 378   | 417   | 430   | 471   | 507   | 520   | 610   | 691   | 727   | 778   | 779   | 927   | 948   | 942   | 1 016 |

## Městská správa

### Městské symboly
Znak města je historický, vlajka byla městu udělena rozhodnutím předsedkyně Poslanecké sněmovny Parlamentu České republiky dne 23. června 2022.

## Doprava
Územím města prochází dálnice D2 a silnice II/421 v úseku Terezín – Velké Pavlovice – Mikulov. Dále jsou zde silnice III. třídy:
- III/42113 Velké Pavlovice – Velké Bílovice
- III/42114 Velké Pavlovice – Boleradice

## Společnost

### Školství
Sídlí zde gymnázium.

## Pamětihodnosti
- Kostel Nanebevzetí Panny Marie
- Sousoší Pieta – u kostela
- Kaple sv. Urbana
- Socha sv. Jana z Nepomuku
- Kontribuční sýpka - pětipodlažní stavba z let 1770–1780
- Historické sklepy, lisovny a lisy
- Bývalý zámeček – barokní stavba Žampachů z Potštejna, přestavěná po roce 1762 na zámek. Dnes zde sídlí Ekocentrum trkmanka.
- Rozhledna Slunečná

## Osobnosti
- Josef Blažek Pavlovický (1871–1940), spisovatel, pseudonym Josef Pavlovický
- Rudolf Kassner (1873–1959) spisovatel, desetkrát nominovaný na Nobelovu cenu za literaturu[11]
- Josef Hádlík (1906–1974), psychiatr a přednosta psychiatrických klinik v Olomouci a Brně
- František Štambachr (1899–1986), politik
- Josef Veverka (1922–2006), vinař

## Partnerská města
- Senica, Slovensko
- Echenon, Francie
- Ždírec nad Doubravou, Česko

## Galerie

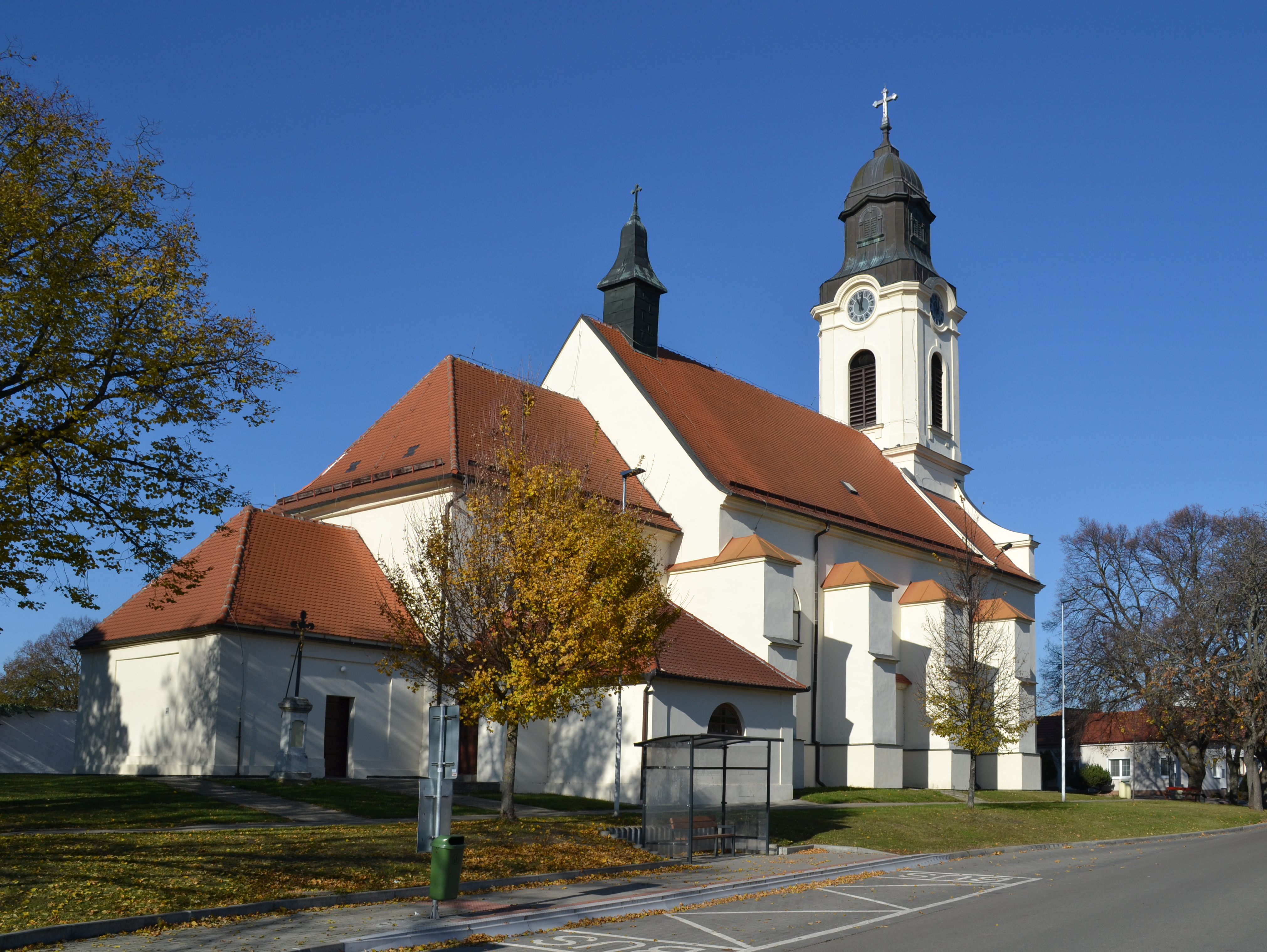
kostel Nanebevzetí Panny Marie
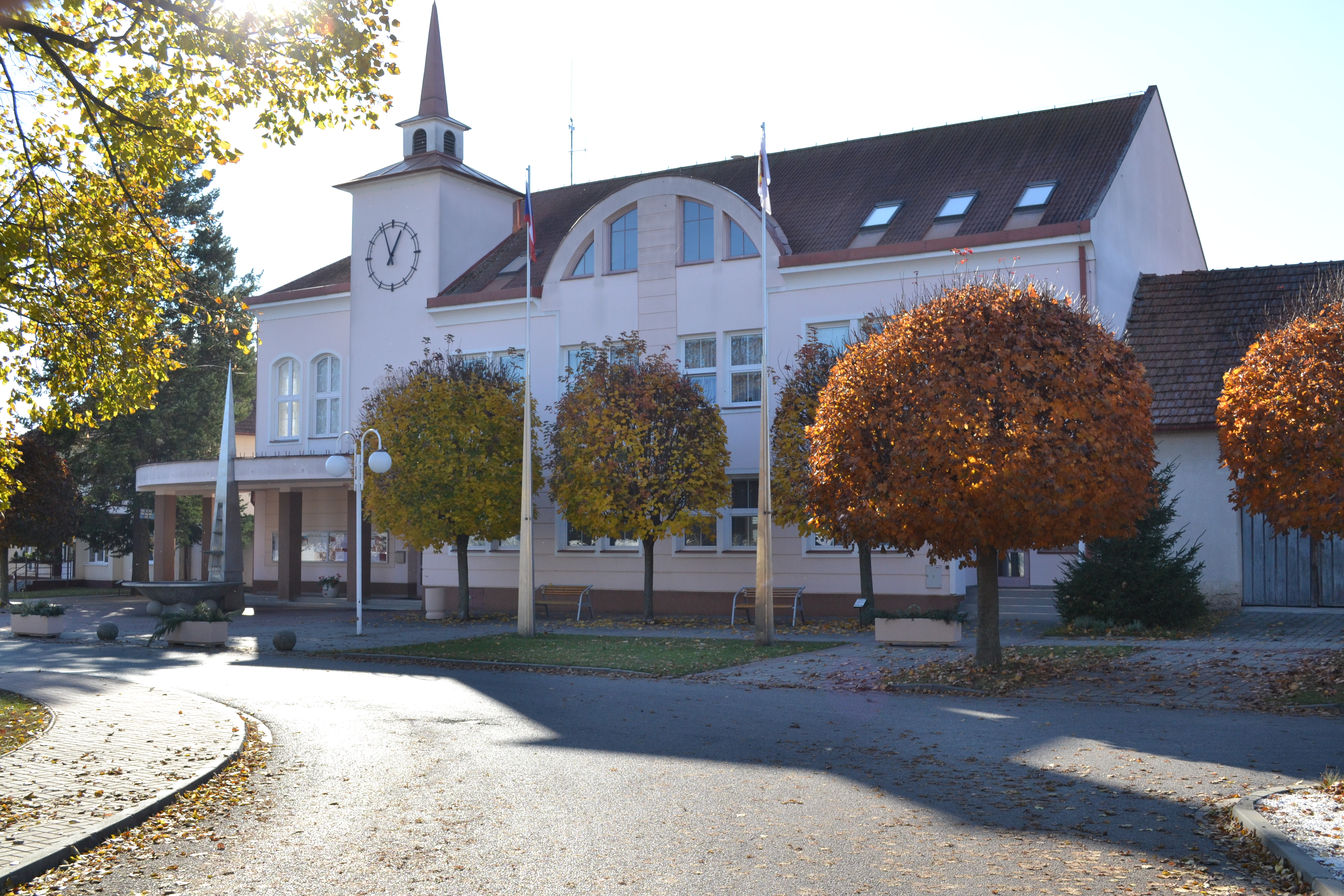
radnice
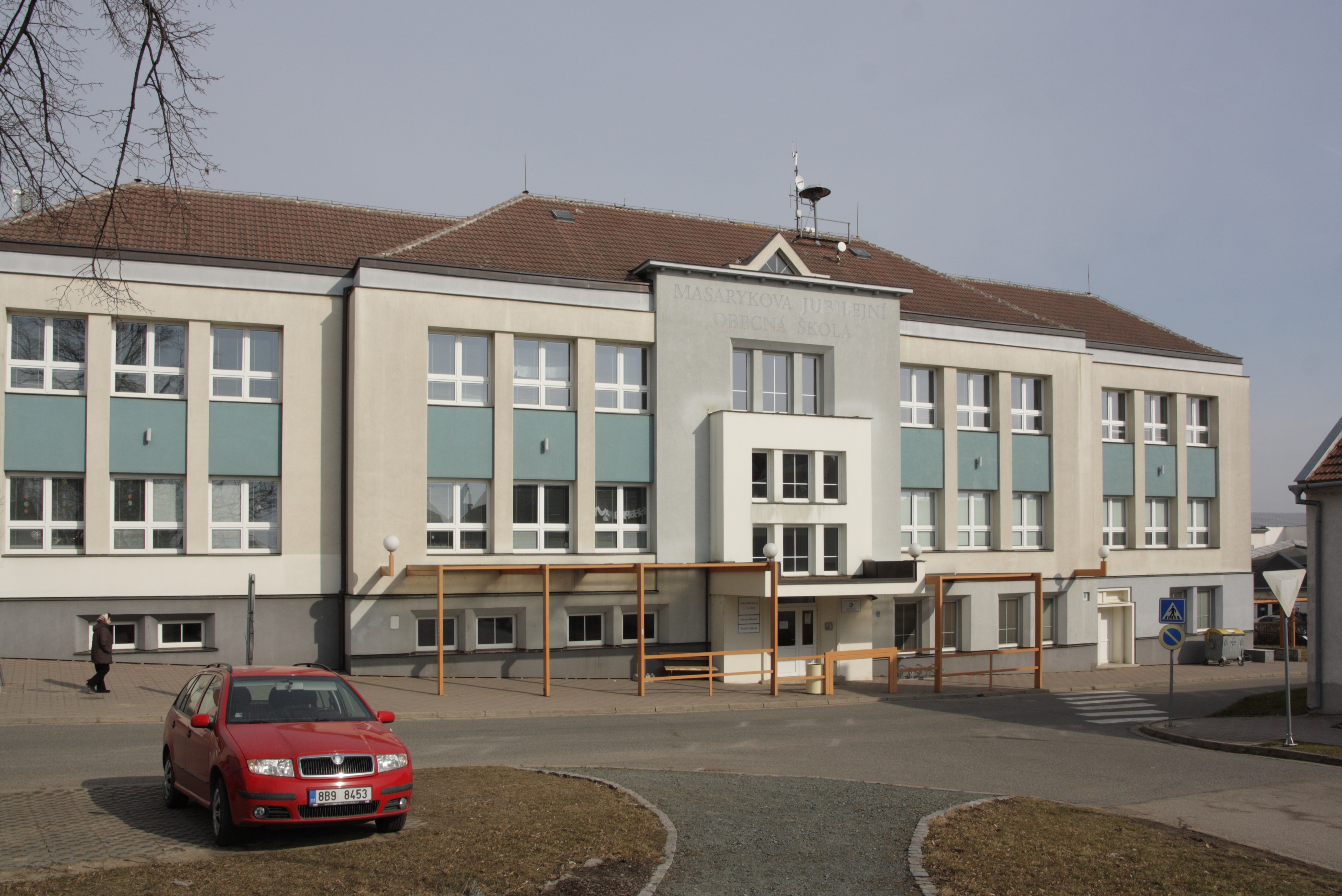
základní škola
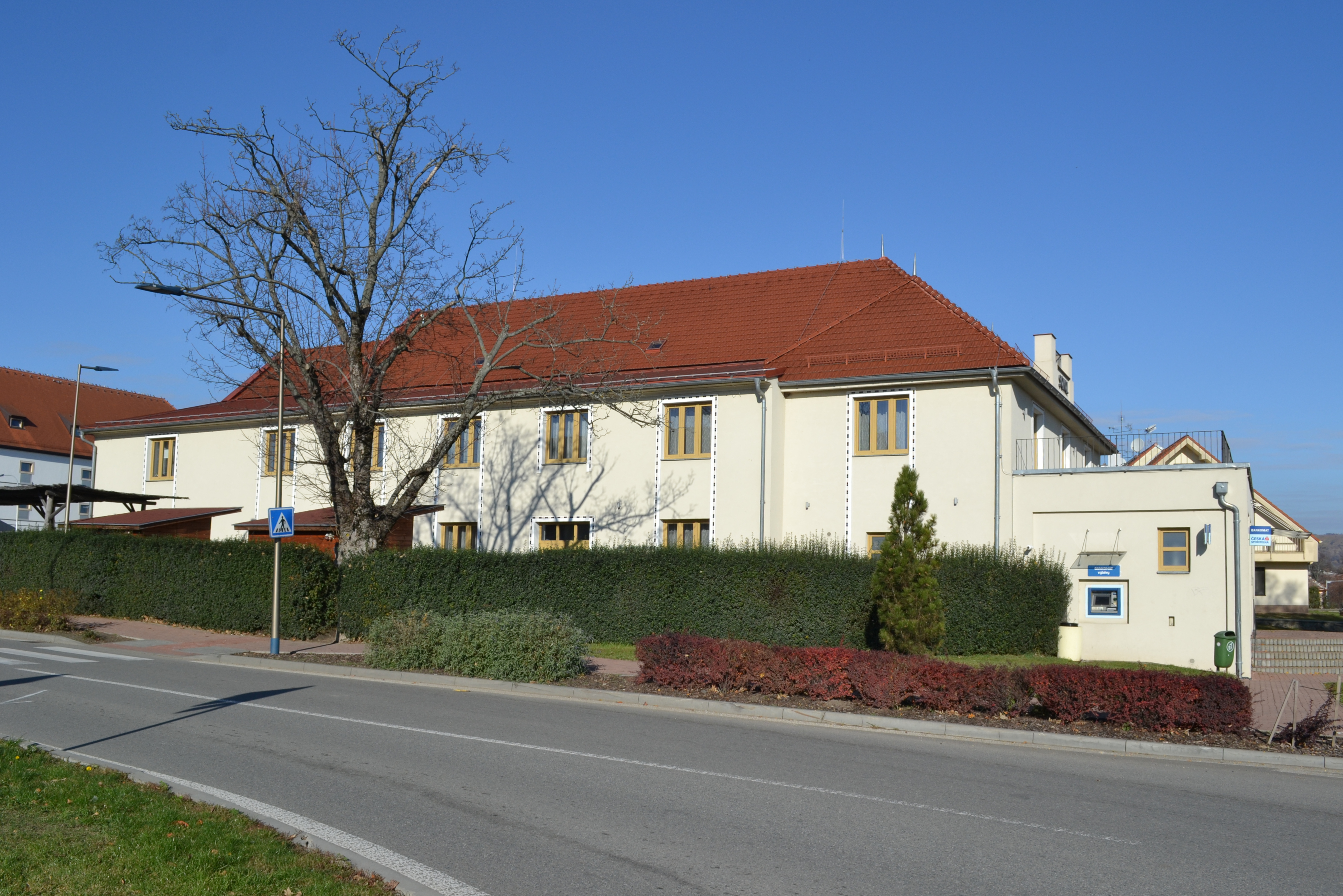
sokolovna
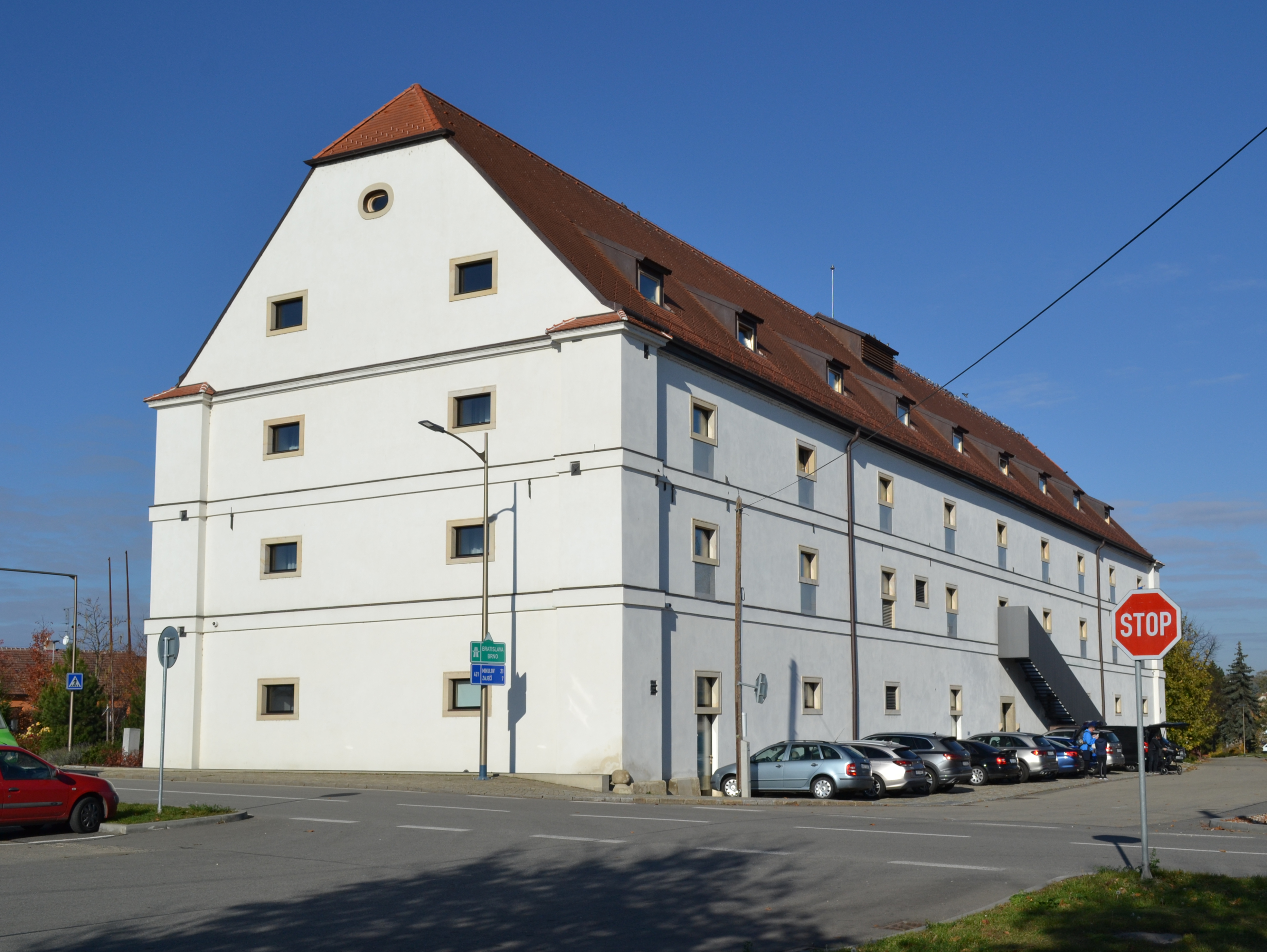
bývalá sýpka přestavěná na hotel
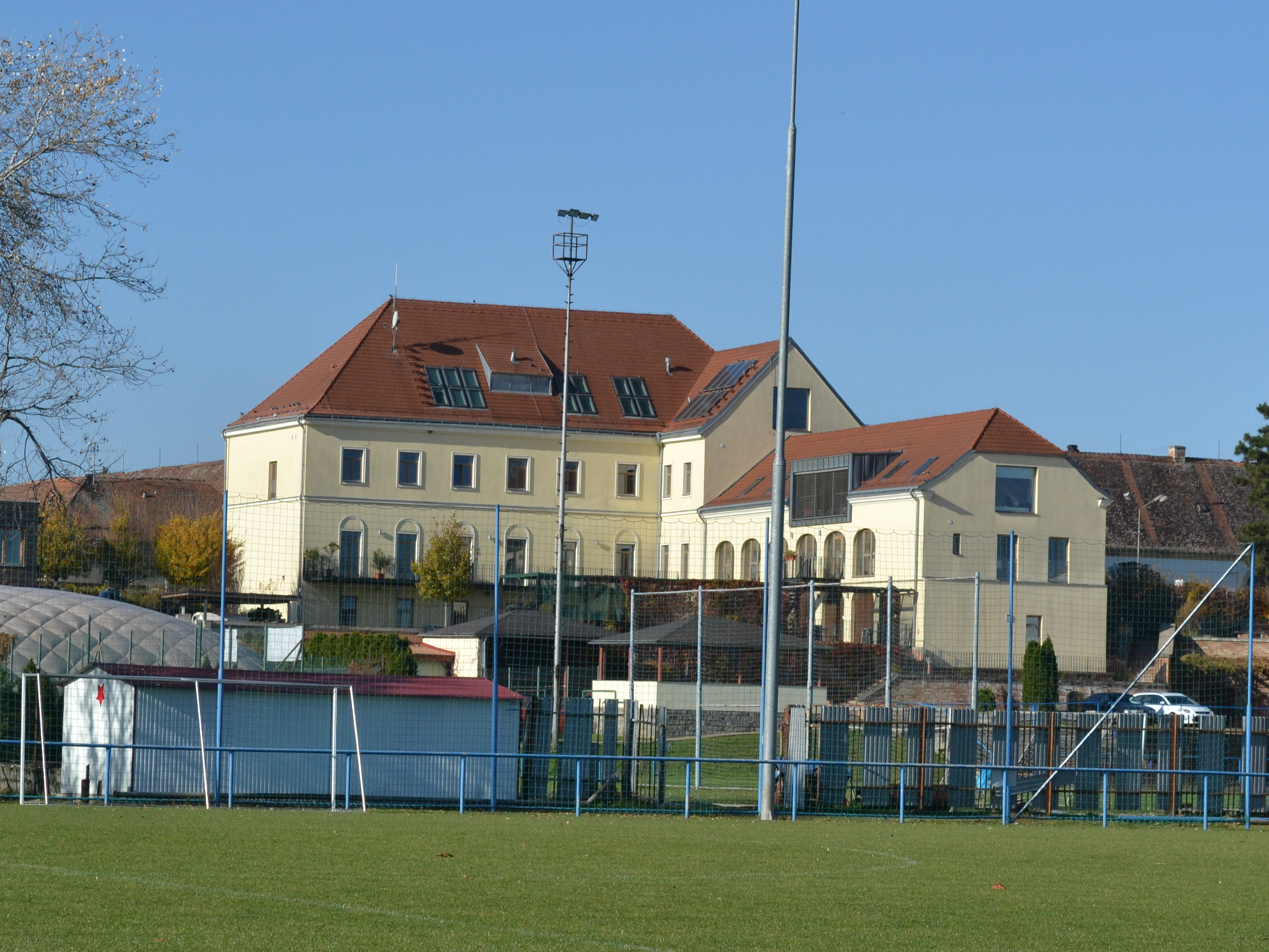
bývalý zámek, nyní Ekocentrum Trkmanka
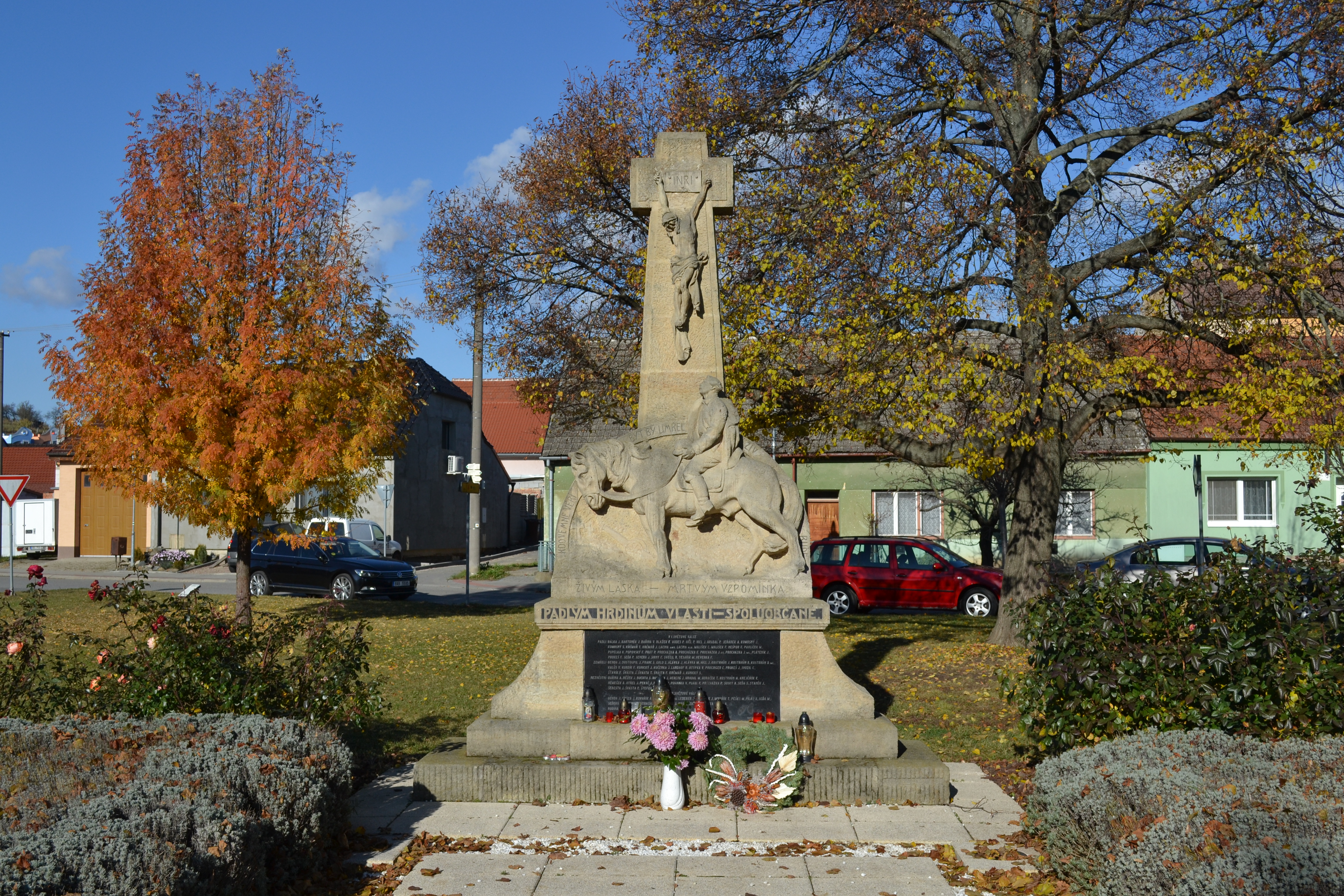
pomník padlým
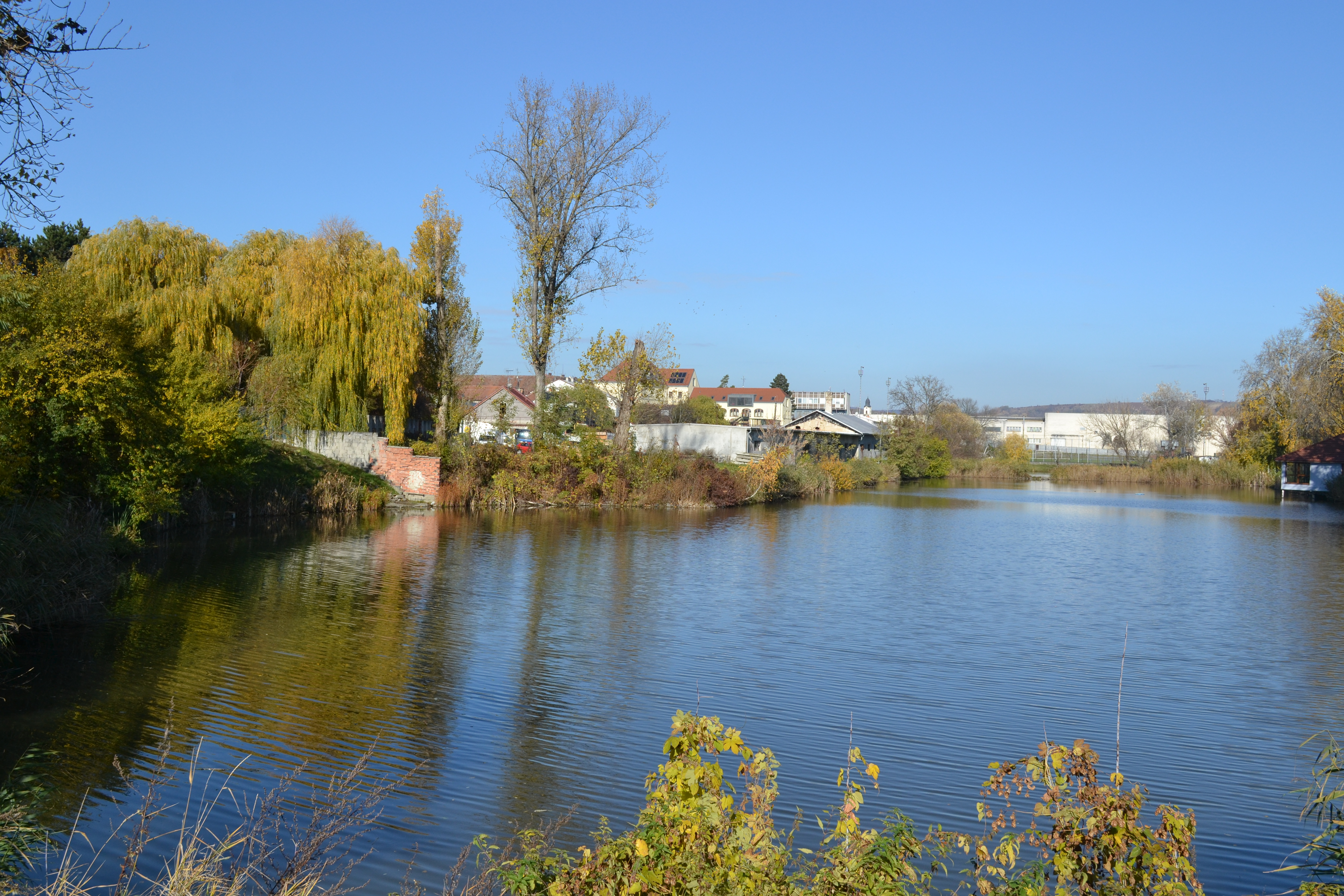
Zámecký rybník
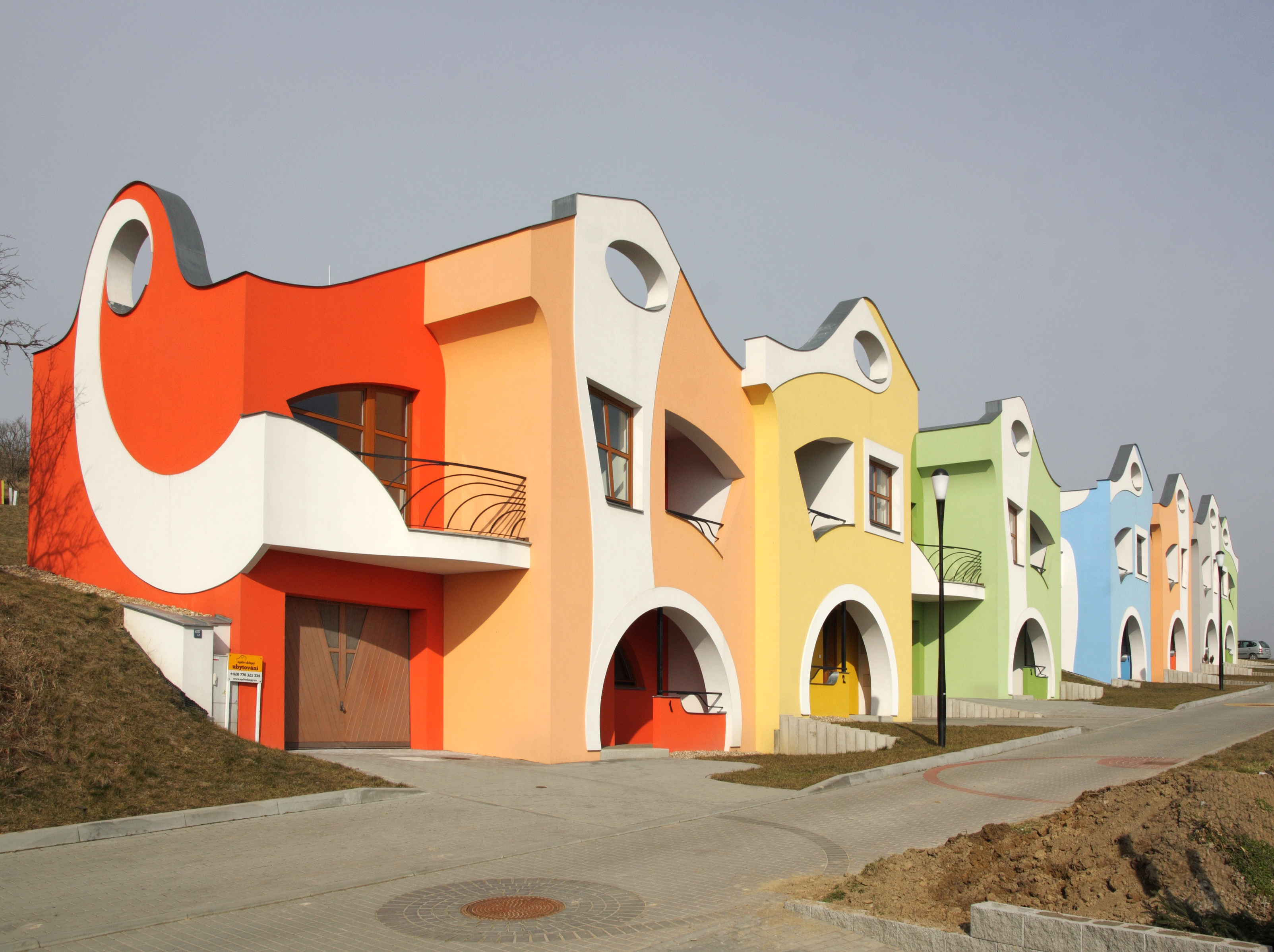
apartmány Pod Starou horou
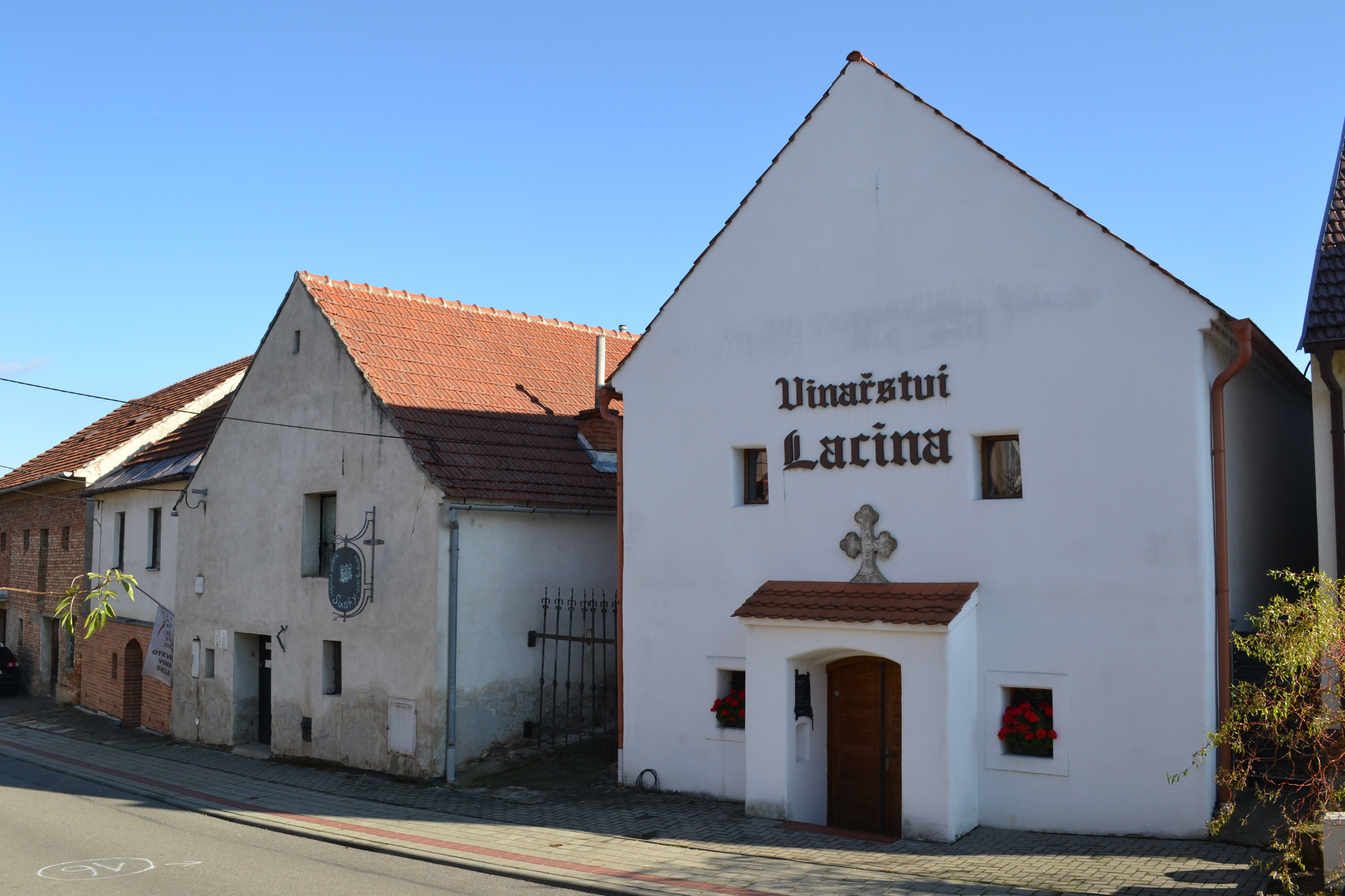
ulice V Údolí, vinné sklepy
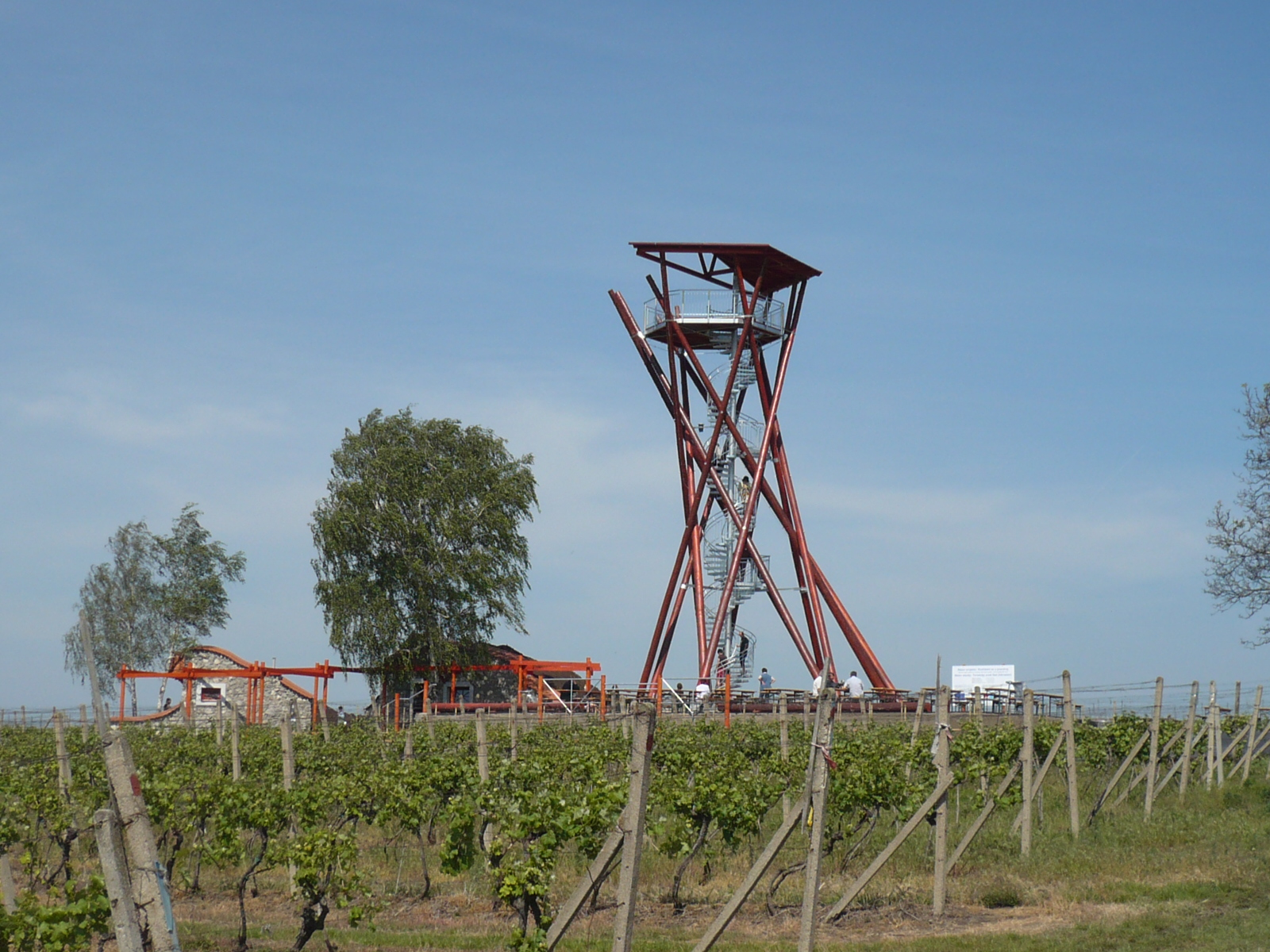
rozhledna Slunečná
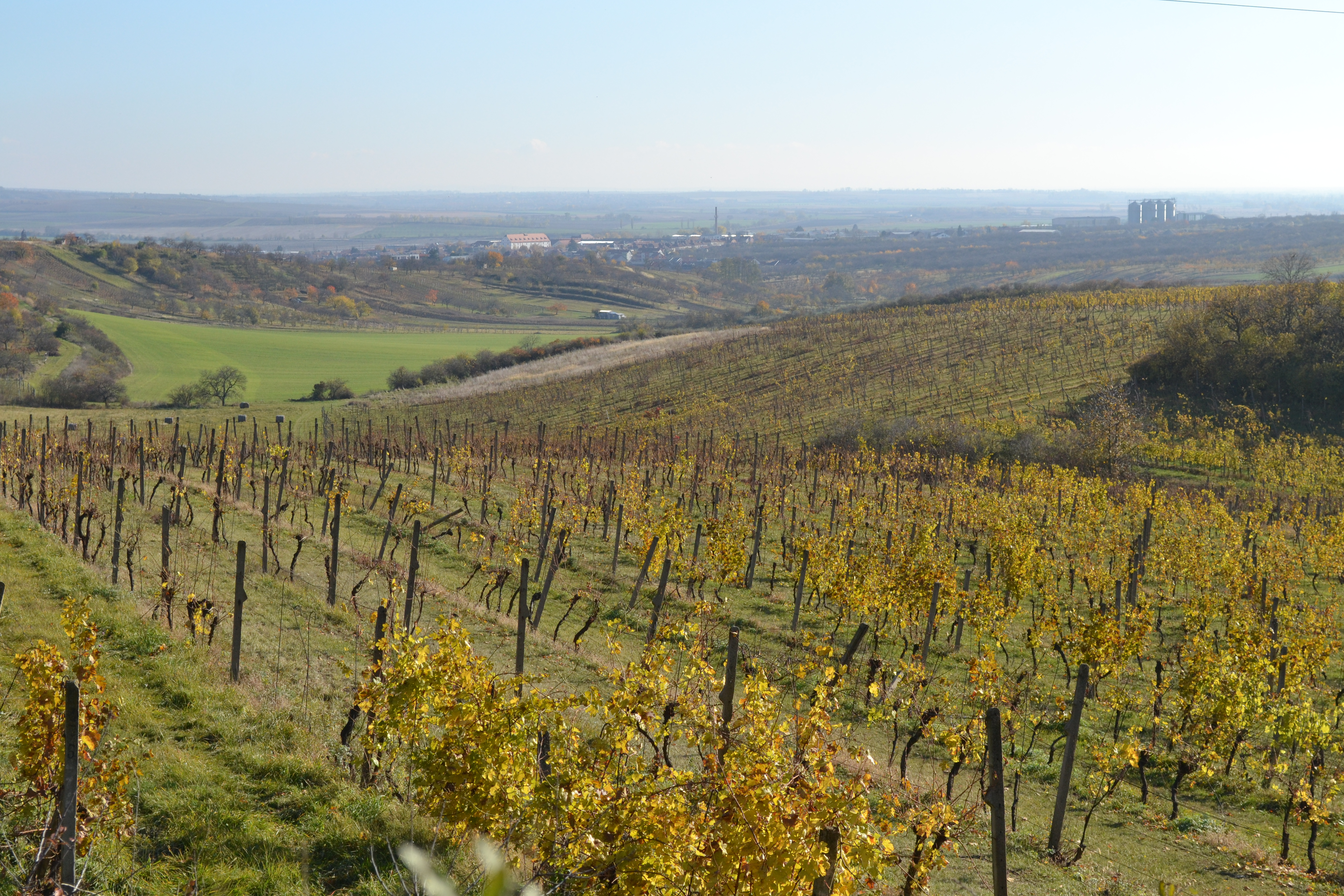
vinice západně od města